# Белов, Николай Александрович
Николай Александрович Белов (17 ноября 1955 года, Москва) — советский и российский учёный-металлург, педагог высшей школы, изобретатель. Доктор технических наук, профессор кафедры обработки металлов давлением НИТУ "МИСиС". Удостоен почётного звания "Почётный изобретатель г. Москвы" (2014 г.).

## Биография
Николай Александрович Белов родился 17 ноября 1955 г. в Москве. После окончания средней школы (1973 г.) поступил в МИСиС, который окончил в 1978 г., получив квалификацию инженера-металлурга по специальности «Металловедение и термическая обработка металлов». Тема дипломной работы "Исследование фазового состава и механических свойств литейных сплавов на основе ниобия».
С 1978 г. Н.А. Белов работает в МИСиС, занимая последовательно следующие должности: младший научный сотрудник (1978-85 гг.), научный сотрудник (1986-88), старший научный сотрудник (1989-2010 гг.), доцент (1989-2010 гг.), профессор (с 1989 г.), директор инжинирингового центра «Инновационные литейные технологии и материалы» (2010 -15 гг.).

## Научная и образовательная деятельность
В 1985 г. Н.А. Белов защитил кандидатскую диссертацию по теме "Вязкость разрушения литейных алюминиевых сплавов системы Al-Mg-Zn-Cu", в 1995 г. - докторскую по теме "Исследование и разработка конструкционных литейных алюминиевых сплавов эвтектического типа", имеет квалификацию профессора–исследователя (2010 г.), ученое звание профессора (2000 г.). Имеет звание «Почетный изобретатель г. Москвы" (2014 г.)
Его научные интересы: материаловедение цветных сплавов и композиционных материалов (прежде всего, на основе алюминия), включая разработку сплавов, анализ многокомпонентных фазовых диаграмм (в том числе, с использованием программы Thermo-Calc); процессы кристаллизации; механические, литейные и физические свойства, фазовые и структурные превращения в про-цессе термообработки; построение математических моделей состав - свойства.
В 1997 г. был приглашен в Гренобльский политехнический институт (INPG), где читал курс по теме «Расчет многокомпонентных фазовых диаграмм с использованием программы Thermo-Calc».
Профессор Н.А. Белов ведет большую научно-исследовательскую работу, возглавляя научную школу «Фазовые превращения и разработка сплавов на основе цветных металлов».
Им подготовлено 14 кандидатов технических наук и 3 PhD. Он является автором и соавтором более 200 научных, учебных и учебно-методических работ, среди которых 13 книг (монографии, справочники, учебники и учебные пособия). Н.А. Белов - известный изобретатель, автор более 30 изобретений (авторских свидетельств СССР и патентов РФ). Его изобретения неоднократно входили в список "100 лучших изобретений России", ежегодно составляемый Роспатентом и ФИПС.

## Признание
Н.А. Белов имеет, в частности, следующие награды:
- Медаль «50 лет Московской городской организации ВОИР» (2008 г.);
- Медаль ВОИР «За высокий вклад в развитие изобретательства» (2013 г.)

- Бронзовую медаль Международной выставки BRUSSELS EUREKA 93, Брюссель, Бельгия, 1993 г.;
- Серебряную медаль V Московского международного салона новаций и инвестиций, Москва, РФ, 2005 г.;
- Золотую медаль IX международного салона промышленной собственности «Архимед 2006», Москва, РФ, 2006 г.;
- Серебряную медаль Международной выставки идей NURNBERG 2006, Нюрнберг, Германия, 2006 г.;
- Диплом лауреата Международной выставки МЕТАЛ-ЭКСПО, Москва, РФ, 2007 г.;
- Диплом и малая золотая медаль Сибирской ярмарки Металлы Сибири - 2008, Новосибирск, РФ, 2008 г.;
- Золотую медаль SIIF-08, Сеул, Республика Корея, 2008 г.;
- Золотую медаль XII международного салона промышленной собственности «Архимед 2009», Москва, РФ, 2009 г.;
- Диплом лауреата Международной выставки «Металл-Экспо - 2009», Москва, РФ, 2009 г.;
- Серебряную медаль Международной выставки «Металл-Экспо - 2013», Москва, РФ, 2013 г.;
- Золотую медаль XVI Московского международного салона изобретений и инновационных технологий «Архимед 2013», Москва, РФ, 2013 г.;
- Золотую медаль Международной выставки BRUSSELS EUREKA 15, Брюссель, Бельгия, 2015 г.;
- Серебряную медаль SIIF-15, Сеул, Республика Корея, 2015 г.;
- Золотую медаль Международной выставки изобретений «IIDC 2015», Гонконг, КНР, 2015 г.
- Специальный приз Национальной ассоциации изобретателей Республики Корея - за лучшую разработку, представленную на IENA-2015
- Золотую медаль Ассоциации польских изобретателей и рационализаторов за лучшую разработку в области металлургии, 2015 г.

- Почетный изобретатель города Москвы (1 декабря 2014) - за плодотворную изобретательскую деятельность и многолетний добросовестный труд